# Frankenbergerius forcipatus
Frankenbergerius forcipatus là một loài bọ cánh cứng trong họ Bọ hung (Scarabaeidae).